# Yves Thomas
Yves Thomas je francouzský režisér a scenárista. Jako režisér debutoval v roce 1986 krátkým filmem Triple sec. Celovečerní debut Rendez-vous avec un ange, který natočil ve spolupráci se Sophií de Daruvar, uvedl v roce 2011. Je dlouholetým spolupracovníkem režisérky Patricie Mazuyové. V roce 1993 s ní spolupracoval na filmu Travolta et moi a později též na snímcích Saint-Cyr (2000), Paul Sanchez est revenu! (2018) a Bowling Saturne (2021). Rovněž jsou spolu autory nezfilmovaného scénáře Touche pas aux Soviets.